# Darko Bajo
Darko Bajo (Nova Bila, 14. ožujka 1999.), hrvatski košarkaš iz Bosne i Hercegovine.

## Karijera

### Klupska karijera
Košarku je počeo igrati u HOKK Vitez gdje je prošao školu košarke. Kasnije je igrao za sarajevski KK Spars.
Godine 2015. prelazi u Cedevitu. Na početku je igrao za juniore Cedevite i Mladost, drugu momčad Cedevite. Od 2016. igra za prvu momčad Cedevite.
2019. godine prijavio se za NBA Draft.

### Reprezentativna karijera
Za hrvatsku reprezentaciju do 16 godina igrao je na Europskom prvenstvu 2015. godine. Igrao je i za hrvatske reprezentacije do 18 i do 19 godina.

## Vanjske poveznice
- Darko Bajo  Arhivirana inačica izvorne stranice od 15. studenoga 2017. (Wayback Machine) na kkcedevita.hr
- Darko Bajo na aba-liga.com
- Darko Bajo na eurocupbasketball.com